# Le Peletier
Le Peletier è una stazione della Metropolitana di Parigi sulla linea 7, sita nel IX arrondissement di Parigi.

## La stazione
La stazione venne aperta nel 1911. Il suo nome trae origine da Louis Le Peletier ultimo prévôt des marchands dal 1784 al 1789. Nella strada che prese il suo nome, venne costruita la salle Le Peletier (1821), nuova sala dell'Opéra. In essa venne utilizzata per la prima volta l'illuminazione a gas per le messa in scena dell'opera Aladino. Un incendio distrusse completamente il teatro nel 1873.

## Interconnessioni
- Bus RATP - 26, 32, 43, 48, 67, 74, 85